# Reakcja Williamsona
Reakcja Williamsona – reakcja chemiczna podstawienia nukleofilowego zachodząca między alkoholanami i halogenkami alkilowymi lub tosylanami prowadząca do powstania eterów.
Ogólny schemat reakcji:
gdzie:
R, R' – grupy alkilowe
X – chlorowiec lub tosyl
Reakcję tę po raz pierwszy opisał w 1850 Alexander William Williamson. Współcześnie stanowi ona wciąż jedną z podstawowych metod syntezy eterów. 

## Mechanizm
Alkoholan powstaje w reakcji alkoholu z silną zasadą, np.
ROH + KH → ROK + H2
Często w przemyśle stosuje się w tym celu tlenek srebra(I) (Ag2O). W przypadku fenolanów, używanych do otrzymywania eterów aromatycznych, wystarcza wodorotlenek sodu z uwagi na stosunkowo silne właściwości kwasowe fenoli. 
Jest to typowa reakcja podstawienia nukleofilowego SN2. Polega na ataku nukleofila, którym w tym przypadku jest anion alkoholanowy na obdarzony cząstkowym ładunkiem dodatnim atom węgla z przyłączonym halogenem lub resztą tosylową. Anion alkoholanowy zbliża się do atomu węgla ze strony przeciwnej w stosunku do chlorowca. Reakcja biegnie przez przejściowy stan z pięciowiązalnym węglem, po czym równocześnie z przyłączeniem grupy RO- następuje odłączenie anionu halogenkowego. Reakcja przebiega z inwersją konfiguracji.
Przykłady reakcji Williamsona :
EtONa + CH3CH2CH2CH2Cl → CH3CH2CH2CH2OEt + NaCl
PhOK + MeBr → PhOMe + KBr
gdzie:
Et - etyl; Ph - fenyl; Me - metyl
Przy planowaniu syntezy Williamsona ważne jest, aby użyty halogenek alkilu był jak najmniej rozgałęziony w okolicy atomu halogenu (najlepiej pierwszorzędowa), ponieważ anion alkoholanowy jako silna zasada może spowodować zajście reakcji eliminacji.
Przykłady:
- Reakcja pierwszorzędowego alkoholanu i trzeciorzędowego chlorku tert-butylu prowadzi do eliminacji:

EtOK + (CH3)3CCl → (CH3)2C=CH2 + EtOH + KCl
- Poprzez zastosowanie odpowiednich substratów (chlorek trudno ulegający eliminacji) powstaje pożądany produkt - eter. Należy pamiętać, że zwykle oba procesy (eliminacja i substytucja) zachodzą obok siebie jednocześnie.

EtCl + (CH3)3COK → (CH3)3COEt + KCl